# Bolivias Davis Cup-lag
Bolivias Davis Cup-lag styrs av Bolivias tennisförbund och representerar Bolivia  i tennisturneringen Davis Cup, tidigare International Lawn Tennis Challenge. Bolivia debuterade i sammanhanget 1971 , och har bland annat spelat semifinal i Amerikazonens Grupp II.